# Marine-Brigade Ehrhardt
La Marine-brigade Ehrhardt ("Brigata navale Ehrhardt", dal nome del suo comandante capitano di corvetta Hermann Ehrhardt), fu un Freikorps che operò sia contro i miliziani di sinistra che contro i nazionalisti polacchi nel corso delle rivolte nella Slesia fino al suo incorporamento nella Reichswehr nel marzo 1920. In particolare fu coinvolta nel tentato putsch di Kapp. Era nota anche come 2. Marine Brigade. Fu utilizzata anche per sopprimere la Münchner Räterepublik e per proteggere il confine dalle rivolte nell'Alta Slesia.

## Storia

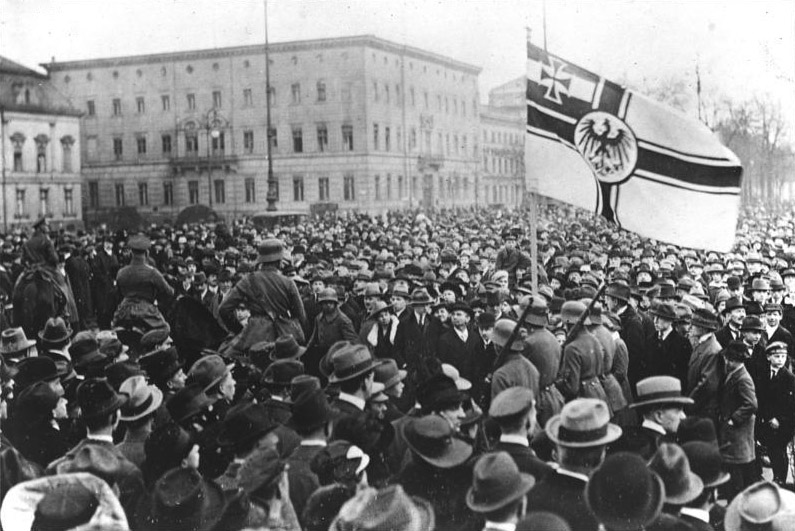
La Marine-Brigade Ehrhardt entra a Berlino durante il putsch di Kapp.

Il suo personale venne reclutato tra i Generalkommando des Garde-Korps (Berlino) ed insieme ai Freiwilligen Landesschützenkorps sotto il Generale Diether von Roeder riprese i porti della Germania nordoccidentale, Brema, Cuxhaven e Wilhelmshaven all'inizio del 1919 dalle mani dei comunisti che ne avevano assunto il controllo. Successivamente, insieme agli altri corpi franchi Freiwillige Landesjägerkorps, 1. Marine Brigade, Freikorps Hülsen, Freikorps Görlitz e Freikorps von Oven marciò verso la Germania centrale riportandola sotto il controllo del governo centrale e successivamente verso la Baviera, dove in quel momento era stata proclamata la Repubblica Sovietica Bavarese.
Nel marzo 1920 la brigata navale fu uno dei pilastri principali del putsch di Kapp e occupò Berlino. Dopo che la brigata fu sciolta nell'aprile 1920, alcuni suoi membri sotto la guida di Erhardt confluirono nell'Organizzazione Consul, una formazione terroristica ultra-nazionalista attiva in Germania dal 1921 al 1922, responsabile di numerosi omicidi contro politici di primo piano della Repubblica di Weimar, tra cui il Ministro delle Finanze Matthias Erzberger (assassinato nell'agosto 1921) ed il Ministro degli Esteri Walther Rathenau (ucciso nel giugno 1922).

## Lo Ehrhardt-Lied
Quando la truppa fu smobilitata a Munsterlager nel 1920 a causa del coinvolgimento nel putsch di Kapp, un membro della brigata scrisse una canzone che divenne nota come canzone di Ehrhardt. Fu cantato ovunque si volesse dimostrare un atteggiamento anti-repubblicano dal punto di vista nazionale. 

## Monumenti
Un monumento ai caduti della Brigata Marina di Ehrhardt fu inaugurato nel luglio del 1921 a Borkum.